# Малый Пулыб
Ма́лый Пулы́б — упразднённая деревня в Балезинском районе Удмуртии. Входила в состав сельского поселения Андрейшурское.

## География
Деревня находилась на речке Пулыбка.

### Географическое положение
В радиусе трёх километров:
- Дома 5 км (↗ 1.4 км)
- д. Беляны (→ 1.5 км)
- д. Зилай (↗ 2 км)
- д. Такашур (↘ 2.4 км)
- д. Пулыб (↙ 2.4 км)

## История
До революции входил в: Глазовский уезд,	Поломская волость.
В советское время входил в Чубоевский сельсовет.

## Население
Согласно «Списку населённых мест Вятской губернии 1905 г.», в починке	Пулыбский (Лулымгурт) в 6 дворах проживало 31 человек, из них 14 мужчин, 17 женщин (Списки населенных мест Глазовского уезда за 1905 год // ЦГАКО. Ф. 574. Оп. 2. Ед. хр. 617/2.л. 144).	

## Инфраструктура
Путевое хозяйство Ижевского отделения Горьковской железной дороги, перегон между станциями Зилай и Андрейшур.

## Транспорт
Железнодорожный транспорт.